# Esakiozephyrus
Esakiozephyrus is een geslacht van vlinders van de familie Lycaenidae, uit de onderfamilie Theclinae.

## Soorten
- E. bieti (Oberthür, 1886)
- E. dohertyi (De Nicéville, 1889)
- E. hecale (Leech, 1893)
- E. icana (Moore, 1874)
- E. mandara (Doherty, 1886)
- E. neis (Oberthür, 1913)
- E. vallonia (Oberthür, 1913)
- E. zotelistes (Oberthür, 1913)